# Тунис (город)
Туни́с (араб. تونس‎, фр. Tunis) — столица и крупнейший город Туниса. Административный центр одноимённого вилайета Тунис.

## Этимология
Происхождение топонима Тунис объясняется по-разному. Некоторые учёные относят его к финикийской богине Танит (Tанут), так как многие древние города назывались в честь божеств-покровителей.
Согласно другой версии, название, возможно, происходит из берберского языка и в переводе означает: лечь, провести ночь, вероятно в значении ночного лагеря или ночной остановки.
По имени города государство получило то же название.

## География
Город расположен на берегу Тунисского залива Средиземного моря, за Тунисским озером. Соединён каналом и железной дорогой с портами Радес и Хальк-эль-Уэд (Ла-Гулет).
Город простирается вдоль прибрежной равнины и окружающих её холмов. В центре более современных построек колониальной и постколониальной эпохи расположен старый город Эль-Медина. В состав города также входят пригороды Картаж с массово посещаемыми туристами руинами города Карфагена древнеримской эпохи, туристический пригород Сиди-Бу-Саид, Эль-Марса, Ля-Гуллет и другие. 
Население 638 845 чел. (2014) Территория города составляет 212,63 км²

## Климат
Климат Туниса средиземноморский с сухим жарким летом и теплой дождливой зимой.
| Показатель                    | Янв. | Фев. | Март | Апр. | Май  | Июнь | Июль | Авг. | Сен. | Окт. | Нояб. | Дек. | Год  |
| ----------------------------- | ---- | ---- | ---- | ---- | ---- | ---- | ---- | ---- | ---- | ---- | ----- | ---- | ---- |
| Средний суточный максимум, °C | 15,7 | 16,5 | 18,1 | 20,7 | 24,9 | 29   | 32,6 | 32,7 | 29,7 | 25,2 | 20,5  | 16,7 | 23,5 |
| Средняя температура, °C       | 11,5 | 12   | 13,2 | 15,6 | 19,3 | 23,2 | 26,3 | 26,8 | 24,4 | 20,4 | 15,9  | 12,5 | 18,4 |
| Средний суточный минимум, °C  | 7,2  | 7,4  | 8,3  | 10,4 | 13,7 | 17,3 | 20   | 20,8 | 19   | 15,5 | 11,3  | 8,2  | 13,3 |
| Норма осадков, мм             | 59   | 57   | 47   | 38   | 23   | 10   | 3    | 7    | 33   | 66   | 56    | 67   | 466  |

## История
Первое упоминание о городе датируется 814 годом до н. э., а старейшие из сохранившихся построек датируются XIII-XV веками.
В античное время в окрестностях современного города располагался древний финикийский город Карфаген, являвшаяся столицей государства Карфаген, который был разрушен после Третьей Пунической войны с Римской республикой.
В начале XX века здесь на Авеню де Франс располагалась известная фотостудия Lehnert & Landrock.
Во время Арабской весны, в 2011 году в городе вводился комендантский час.

## Экономика
Город является экономическим центром страны. В городе и пригородах развиты химическая, строительная, текстильная и пищевая промышленность.

## Транспорт
Город обслуживает международный аэропорт Тунис-Карфаген. Столица связана с другими городами страны Тунисской железной дорогой и автомобильными дорогами. В городе действуют морской порт, железнодорожный вокзал, несколько автовокзалов междугородных автобусов и красно-полосатых междугородных маршрутных такси, т. н. «луажей» для разных направлений.
C 1985 года работает сеть современного скоростного тунисского трамвая (на французском языке трамвайная сеть называется Métro, хотя метрополитеном она не является). Помимо трамвая, город и некоторые пригороды обслуживает связанный с ним пригородно-городской поезд TGM. Городской транспорт также представлен автобусами, в том числе сочленёнными, сине-полосатыми маршрутными такси-луажами и такси.

## Города-побратимы
Отношения побратимства установлены между Тунисом и следующими городами:
- Амман, Иордания
- Джидда, Саудовская Аравия
- Доха, Катар
- Кёльн, Германия
- Кувейт, Кувейт
- Лиссабон, Португалия
- Марсель, Франция
- Маскат, Оман
- Монреаль, Канада
- Москва, Россия
- Париж, Франция
- Прага, Чехия
- Рабат, Марокко
- Рим, Италия
- Стамбул, Турция
- Рио-де-Жанейро, Бразилия
- Сантьяго, Чили
- Стокгольм, Швеция
- Ташкент, Узбекистан
- Триполи, Ливия

## Известные уроженцы
- Антонио Корпора (1909—2004) — итальянский художник.
- Ибн Хальдун (1332—1406) — арабский учёный, экономист, открыл огромное количество фундаментальных понятий экономики. Ещё до Адама Смита им была открыта ценность и необходимость разделения труда. Он опередил Давида Рикардо в открытии трудовой теории стоимости и до Джона Кейнса рассмотрел роль государства в стабилизации экономики.